# Belgisch touwtrekteam (mannen)
Het Belgisch touwtrekteam, bijgenaamd de Pull Bulls, vertegenwoordigt de Belgische Touwtrekbond (BTB) in internationale touwtrekwedstrijden.

## Geschiedenis
Op de Olympische Zomerspelen van 1920 te Antwerpen (touwtrekken was toen nog een atletiekonderdeel) behaalde het team brons na een overwinning tegen de Verenigde Staten. In de halve finale werd er verloren van de Britten en in de play-off om de zilveren medaille van Nederland. Even leek het erop dat deze wedstrijd (tegen het Nederlandse team red.) niet zou kon plaatsvinden, er waren immers slechts vier Belgen aanwezig. De overige leden van de Belgische equipe werden getroffen door een treinvertraging. Het team bestond uit Édouard Bourguignon, Alphonse Ducatillon, Rémy Maertens, Christian Piek, Henri Pintens, Charles Van Den Broeck, François Van Hoorenbeek en Gustaaf Wuyts.
In juli 2017, naar aanleiding van de Wereldspelen van 2017 in het Poolse Wrocław, werd door Studio Brussel een oproep gelanceerd voor een passende bijnaam voor de nationale ploeg. Uit de suggesties werd vervolgens de bijnaam The Pull Bulls gekozen. De Belgische selectie (bestaande uit Wim Broeckx, Wim De Schutter, Olivier Fortamps, Jan Hendrickx, Willy Janssens, Luc Mertens, Raf Mertens, Johny Schuermans, Ief Smets, Andreas van de Perre, Dirk Vosters en Joris Vermeiren) behaalden een vierde plaats in de klasse tot 700 kilogram.
In 2021 behaalde het Belgisch nationale team onder leiding van trainer-trekker Ief Smets een gouden medaille op het wereldkampioenschap te Bilbao in de klasse tot 720 kilogram. De selectie bestond uit spelers van het Retiese TTV Familie Janssens en het Minderhoutse TTV Mertensmannen. In de klasse tot 640 kilogram werd een vijfde plaats op het WK behaald, wat goed was voor kwalificatie voor de Wereldspelen van 2022 in het Amerikaanse Birmingham.
Op deze Wereldspelen behaalde de Belgische selectie (bestaande uit: Wim Broeckx, Wim De Schutter, Jan Hendrickx, Joeri Janssens, Luc Mertens, Raf Mertens, Wouter Raeymaekers, Johny Schuermans, Ief Smets, Dries Vermeiren en Joris Vermeiren) een bronzen medaille in de klasse tot 640 kilogram.